# Rattus bontanus
Espèce
Statut de conservation UICN

 DD  : Données insuffisantes
Rattus bontanus est une espèce de rongeur de la famille des Muridae, du genre Rattus, endémique d'Indonésie.

## Taxonomie
L'espèce est décrite pour la première fois par le mammalogiste anglais Oldfield Thomas en 1921.

## Classification
Le mammalogiste néerlandais Henri Jacob Victor Sody inclut l'espèce dans le genre Taeromys sans certitude en 1941 alors que Musser la considère comme sous-espèce de Rattus xanthurus dès 1954 et plus récemment, Laurie et Hill la considèrent comme distincte quoique proche de Rattus foramineus.

## Distribution
L'espèce est endémique d'Indonésie et se rencontre dans le sud-ouest de l'île de Sulawesi sur les pentes du Gunung Lampobatang entre 600 et 2 500 mètres d'altitude ainsi que sur les plaines côtières proches. L'espèce pourrait également être présente dans la péninsule sud-ouest des formations calcaires plus au nord.

## Rattus bontanuset l'Homme

### Menaces
L'Union internationale pour la conservation de la nature la place dans la catégorie « Données insuffisantes » par manque de données relatives au risque d'extinction en 2008.